# Kolej Żelazna Lwów-Czerniowce-Jassy

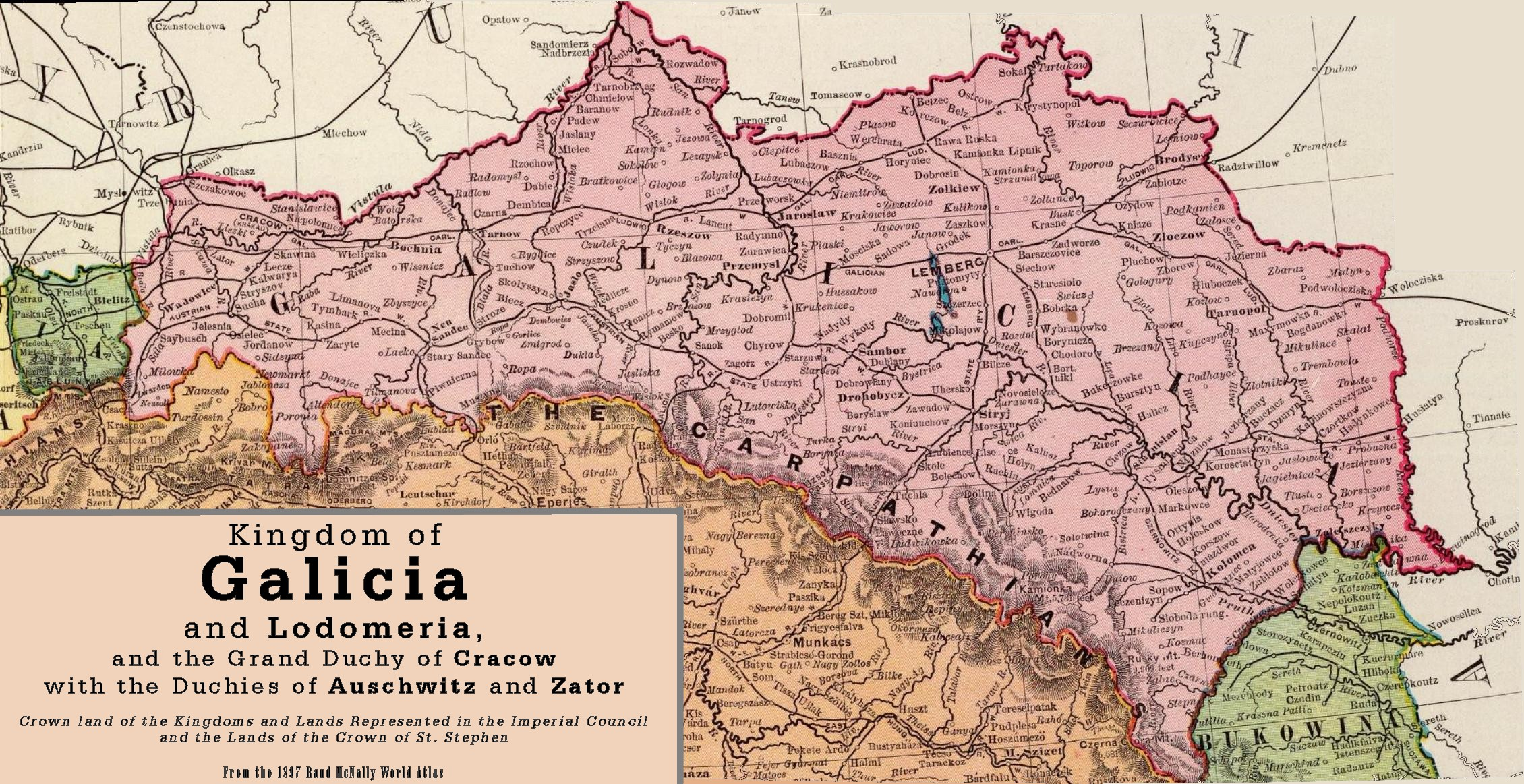
Linie kolejowe w Galicji przed 1897

Kolej Żelazna Lwów-Czerniowce-Jassy (niem. Lemberg-Czernowitz-Jassy-Eisenbahn, LCJE) – wybudowana w latach 1864-1870 w granicach Cesarstwa Austriackiego i częściowo Rumunii kolej o łącznej długości 579,6 km. Składała się z 5 połączonych ze sobą linii o dość zróżnicowanej długości (od 60 do 267 km). Pierwszą, najdłuższą z nich (267 km) otwarto we wrześniu 1866 r. Ostatnią uruchomiono cztery lata później, w listopadzie 1870 r.

## Historia

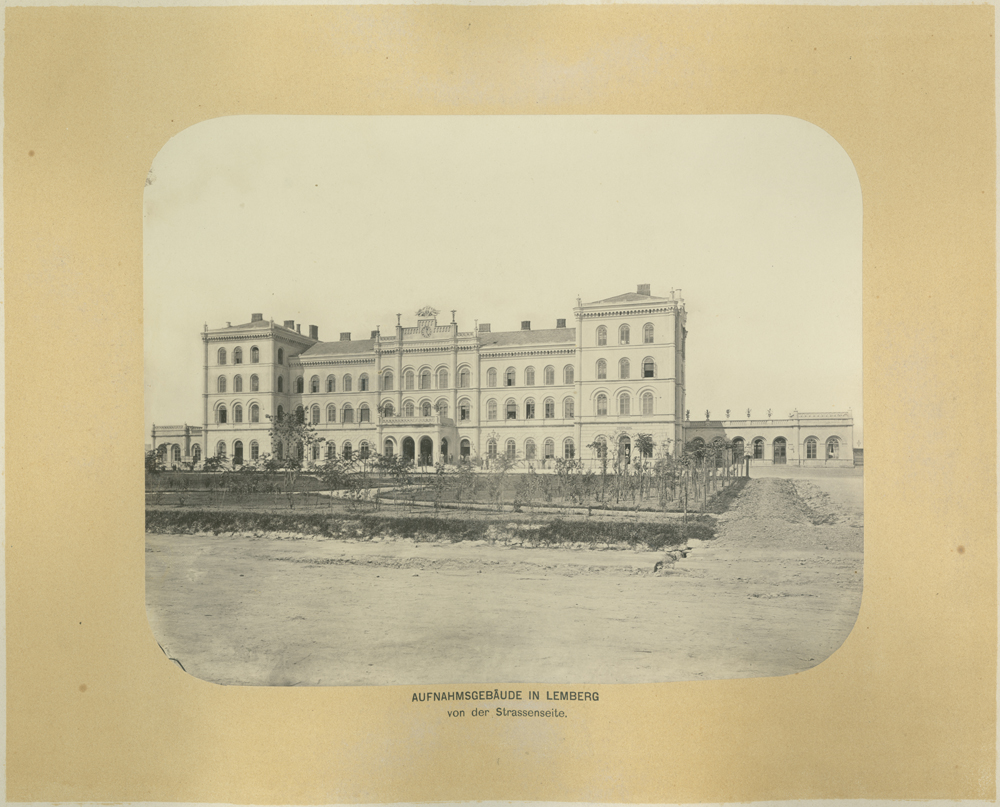
Dworzec kolei lwowsko-czerniowiecko-jasskiej we Lwowie (fotografia z ok. 1868 roku)

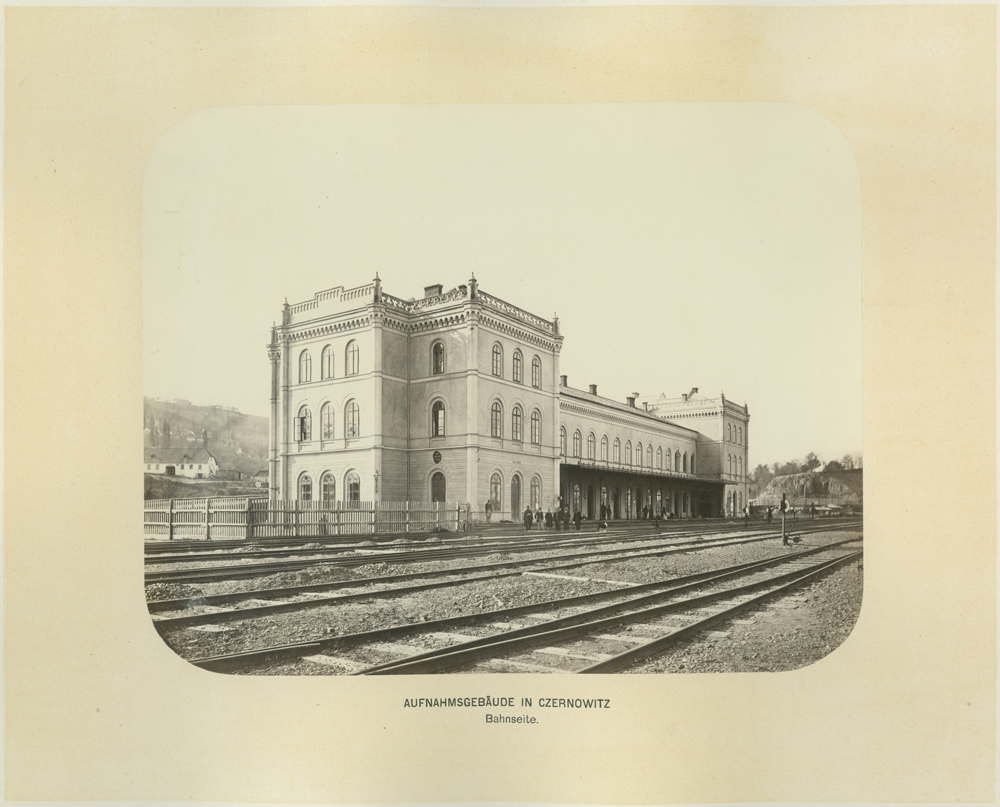
Dworzec kolei lwowsko-czerniowiecko-jasskiej w Czerniowcach (fotografia z ok. 1868 roku)

Koncesję na budowę kolei Lwów–Czerniowce 11 stycznia 1864 roku otrzymali: książę Leon Ludwik Sapieha, Włodzimierz hr. Borkowski, Karol ks. Jabłonowski, bar. Alexander Petrino, dr Giskra, panowie: Thomass Brassey, Karol Klein, R. Drake, L.M. Rate, R. Ward, T. Bruce, L. Grenelle, G.C. Seyner, S. Beaumont, J. Alexandre, Daleynevle, Tchórznicki i Pietruski. Kolejne 2 koncesje (lata 1867-1869) przyznano spółce „Uprzywilejowane Towarzystwo Kolei Żelaznej Lwowsko-Czerniowieckiej”.
Ogólna długość linii kolei ulegała szybkim zmianom. Początkowo, w 1866 była to tylko jedna, najdłuższa (dł. 266,66 km) linia. Późną jesienią 1869 zostały otwarte dwie kolejne linie (dł. 193,21 km). Łączna długość 3 pierwszych linii wynosiła 459,86 km. Nie jest znana dokładna długość dwóch pozostałych linii otwartych latem i jesienią 1870.
W początkowym okresie funkcjonowania (1866) kolej dysponowała taborem, na który składało się: 27 lokomotyw, 40 wagonów osobowych i 671 towarowych. Cztery lata później liczbę lokomotyw zwiększono ponad dwukrotnie, ich stan wzrósł wówczas do 57 parowozów. Jednocześnie eksploatowano 100 wagonów osobowych i 1 238 towarowych. W późniejszych latach wielkość taboru ulegała niewielkim wahaniom. W okresie 1874–1888 użytkowano: 54-67 lokomotyw, 94-109 wagonów osobowych i 1110-1742 towarowych.
W pierwszym, pełnym roku funkcjonowania (1867), z usług Kolei Żelaznej Lwów-Czerniowce-Jassy skorzystało 133 tys. pasażerów. Trzy lata później przewozy pasażerów wzrosły do 292 tys. osób. W latach 1873–1887 kolejami podróżowało rocznie od 409 do 570 tys. pasażerów. Podróżni mogli korzystać z wagonów o zróżnicowanym standardzie, stosownie do ich możliwości finansowych. Najzamożniejsi klienci kolei korzystali z wagonów 1 klasy, dla najmniej zasobnych pozostawały wagony 3 klasy. W latach 1869–1887, w najlepszych warunkach podróżowało 0,9-2,2% pasażerów. Z przejazdu w 2 klasie korzystało początkowo nawet 15-16% podróżnych, później ich udział spadł do poziomu 7,0-8,8%. Największą popularnością cieszyła wśród pasażerów 3 klasa – wagonami tej klasy podróżowało 76-88% klientów. Pozostałe 3,3-10,1% stanowiły osoby podróżujące według taryfy wojskowej. Kolej Żelazna Lwów-Czerniowce-Jassy praktycznie nie eksploatowała wagonów pasażerskich 4 klasy (jedynym wyjątkiem od tej reguły był rok 1871).
W 1867 roku kolej przewiozła tylko 105 tys. ton ładunków. Kolejne lata przyniosły dynamiczny wzrost przewozów towarowych: ze 161 tys. ton (1869) do 258 tys. ton (1870) i 443 tys. ton (1873). Rekordowym pod względem przewozów okazał się rok 1877 – łączna masa ładunków wyniosła 968 tys. ton. Lata 1878-1881 przyniosły stopniowy spadek zleceń na przewóz towarów – z początkowych 693 tys. ton do 528 tys. ton.
W 1888 roku odcinek rumuński zbankrutował, po czym został przejęty przez państwo i wszedł w skład Kolei Rumuńskich. Z kolei odcinek austriacki został znacjonalizowany 1 lipca 1889 i wszedł w skład Cesarsko-Królewskich Kolei Państwowych (kkStB).

## Odcinki kolejowe
Chronologiczny wykaz odcinków kolejowych otwartych lub przejętych przez Kolej Żelazną Lwów-Czerniowce-Jassy:
- 1 września 1866: Lwów–Czerniowce, dł. 266,66 km
- 1869
  - 28 października: Czerniowce–Suczawa, dł. 89,90 km (kierownik budowy Ludwik Wierzbicki)
  - 15 grudnia: Suczawa–Roman, dł. 103,31 km
- 1870 (dwie linie o łącznej długości 119,72 km)
  - 1 czerwca: Pașcani–Jassy, długość nieznana
  - 1 listopada: Vereşti–Botoszany, długość nieznana (kierownik budowy Ludwik Wierzbicki)